# Alex White
Alex White (ur. 3 grudnia 1958 w Dublinie) – irlandzki polityk i prawnik, działacz Partii Pracy, parlamentarzysta, w latach 2014–2016 minister.

## Życiorys
Uczęszczał do Chanel College Coolock, następnie studiował prawo w Trinity College w Dublinie, po czym kształcił się w King’s Inns, instytucji szkolącej kadry prawnicze. W 1987 uzyskał uprawnienia zawodowe i podjął praktykę prawniczą. Przez dziesięć lat był producentem programów dla Raidió Teilifís Éireann, a od 1990 do 1994 wydawcą programu radiowego The Gay Byrne Show. Zasiadał we władzach związku zawodowego SIPTU.
Zaangażował się w działalność polityczną w ramach Partii Pracy. W 2004 został radnym hrabstwa Dublin Południowy. W 2007 bezskutecznie kandydował do Dáil Éireann, w tym samym roku zasiadł w Seanad Éireann jako przedstawiciel panelu kulturalno-edukacyjnego. W wyborach w 2011 uzyskał mandat Teachta Dála 31. kadencji. W październiku 2012 został ministrem stanu (niewchodzącym w skład rządu) w departamencie zdrowia. W lipcu 2014 objął urząd ministra komunikacji, energii i zasobów naturalnych, zastępując Pata Rabbitte'a. Sprawował go do maja 2016. Wcześniej w tym samym roku nie uzyskał poselskiej reelekcji. W 2017 dołączył do rady hrabstwa Dún Laoghaire-Rathdown.